# 九连城镇 (丹东市)
九连城镇，是中华人民共和国辽宁省丹东市振安区下辖的一个乡镇级行政单位。

## 行政区划
九连城镇下辖以下地区：
九连城社区、九连城村、套外村、龙头村、窑沟村、马沟村、庙岭村、河西甸子村、马市村、上尖村、下尖村和套里村。